# 천핑순
천핑순(陳平順)은 나가사키현 나가사키시의 중화요리점 시카이로의 초대 점주이다. 푸젠성 푸저우시 출신.

## 생애
1873년 푸저우 시 출생으로, 1892년 나가사키에 온다. 1899년에 중화요리점 시카이로를 창업하고, 시나우동을 만들었다. 이것이 나가사키 짬뽕의 뿌리가 된 것으로 알려져 있다. 사라우동도 고안했다는 정보도 있다. 1939년 사망하며, 시카이로는 현재까지 이어져 내려오고 있다.